# Herennia multipuncta
Herennia multipuncta är en spindelart som beskrevs av Carl Ludwig Doleschall 1859. Herennia multipuncta ingår i släktet Herennia och familjen Nephilidae. Inga underarter finns listade i Catalogue of Life.